# Laëtitia Payetová
Laëtitia Payetová (francouzsky Laëtitia (Lætitia) Payet), (* 2. října 1985 v Hennebont, Francie) je francouzská zápasnice – judistka.

## Sportovní kariéra
Pochází z obce Meslan v Bretani. S judem začínala v Lorientu a od roku 2005 se připravovala na předměstí Paříže v Levallois-Perret. Na olympijskou sezonu 2012 se připravovala v Villemomble. Ve francouzské seniorské reprezentaci se pohybuje od juniorského věku. Ve světovém poháru se objevila poprvé v roce 2002 v 17 letech v superlehké váze. Na velké akci se však neuměla prosadit proti Frédérique Jossinetová a na svůj první start v reprezentačním dresu si musela počkat do zavedení startu dvou reprezentantek z jedné země v jedné váhové kategorii v roce 2010. V roce 2012 se kvalifikovala na olympijské hry v Londýně a ve francouzské nominaci dostala poprvé přednost před veteránkou Jossinetovou. Na olympijský turnaj však formu nevyladila, vypadla v prvním zápase s pozdější vítězkou Brazilkou Sarah Menezesovou na juko. V roce 2014 si vzala mateřskou pauzu a na tatami se vrátila v roce 2015. V roce 2016 se na základě kontinentální kvóty kvalifikovala na olympijské hry v Riu, ale její snažení skončilo ve druhém kole na Mongolce Uranceceg

### Vítězství
- 2007 - 1x světový pohár (Hamburk)
- 2012 - 1x světový pohár (Sofia)
- 2015 - 3x světový pohár (Tunis, Casablanca, Ulánbátar)

## Výsledky
| Turnaj             | 2005            | 2006            | 2007            | 2008            | 2009            | 2010            | 2011            | 2012            | 2013            | 2014            | 2015            | 2016            |
| Turnaj             | 20              | 21              | 22              | 23              | 24              | 25              | 26              | 27              | 28              | 29              | 30              | 31              |
| Turnaj             | superlehká váha | superlehká váha | superlehká váha | superlehká váha | superlehká váha | superlehká váha | superlehká váha | superlehká váha | superlehká váha | superlehká váha | superlehká váha | superlehká váha |
| ------------------ | --------------- | --------------- | --------------- | --------------- | --------------- | --------------- | --------------- | --------------- | --------------- | --------------- | --------------- | --------------- |
| Olympijské hry     |                 |                 |                 | —               |                 |                 |                 | úč.             |                 |                 |                 | úč.             |
| Mistrovství světa  | —               |                 | —               |                 | —               | úč.             | úč.             |                 | úč.             | —               | —               |                 |
| Mistrovství Evropy | —               | —               | —               | —               | —               | —               | 3.              | 3.              | 3.              | —               | —               | úč.             |
| ME do 23 let       | 1.              | —               | —               |                 |                 |                 |                 |                 |                 |                 |                 |                 |